# Loprazolam
Loprazolam (triazulenone) được bán trên thị trường dưới nhiều tên thương hiệu là một loại thuốc benzodiazepine. Nó có tính chất giải lo âu, chống co giật, thôi miên, an thần và giãn cơ. Nó được cấp phép và bán trên thị trường để điều trị ngắn hạn chứng mất ngủ vừa phải.
Nó được cấp bằng sáng chế vào năm 1975 và được đưa vào sử dụng y tế vào năm 1983.

## Sử dụng trong y tế
Mất ngủ có thể được mô tả là khó ngủ, thức dậy thường xuyên, thức dậy sớm hoặc kết hợp mỗi loại. Loprazolam là một loại thuốc benzodiazepine tác dụng ngắn và đôi khi được sử dụng ở những bệnh nhân gặp khó khăn trong việc duy trì giấc ngủ hoặc khó ngủ. Thôi miên chỉ nên được sử dụng trên cơ sở ngắn hạn hoặc ở những người bị mất ngủ mãn tính trên cơ sở thỉnh thoảng.

### Liều
Liều loprazolam cho chứng mất ngủ thường là 1 mg nhưng có thể tăng lên 2 mg nếu cần thiết. Ở người cao tuổi, nên dùng liều thấp hơn do tác dụng rõ rệt hơn và suy giảm đáng kể việc đứng lên đến 11 giờ sau khi dùng liều 1 mg loprazolam. Thời gian bán hủy kéo dài hơn nhiều ở người già so với bệnh nhân trẻ tuổi. Thời gian bán hủy 19,8 giờ đã được báo cáo ở bệnh nhân cao tuổi. Tuy nhiên, bệnh nhân và bác sĩ kê đơn nên nhớ rằng liều loprazolam cao hơn có thể làm suy giảm chức năng bộ nhớ dài hạn.

## Tác dụng phụ
Tác dụng phụ của loprazolam nói chung cũng giống như đối với các loại thuốc benzodiazepin khác như diazepam. Sự khác biệt đáng kể nhất về tác dụng phụ của loprazolam và diazepam là nó ít an thần vào ban ngày vì thời gian bán hủy của loprazolam được coi là trung gian trong khi diazepam có thời gian bán hủy rất dài. Các tác dụng phụ của loprazolam như sau:
- buồn ngủ
- nghịch lý gia tăng hung hăng
- chóng mặt
- sự lú lẫn
- yếu cơ
- mất điều hòa (đặc biệt ở người cao tuổi)
- mất trí nhớ
- đau đầu
- chóng mặt
- huyết áp thấp
- thay đổi nước bọt
- Rối loạn đường tiêu hóa
- rối loạn thị giác
- chứng khó tiêu
- run
- thay đổi ham muốn
- không tự chủ
- bí tiểu
- rối loạn máu và vàng da
- phản ứng da
- phản ứng phụ thuộc và rút tiền

Các tác dụng 'nôn nao' còn sót lại sau khi dùng loprazolam vào ban đêm như buồn ngủ, tâm lý bị suy giảm và chức năng nhận thức có thể tồn tại vào ngày hôm sau có thể làm tăng nguy cơ té ngã và gãy xương hông.

### Khoan dung, phụ thuộc và rút tiền
Loprazolam, giống như tất cả các loại thuốc benzodiazepin khác, chỉ được khuyến cáo để kiểm soát chứng mất ngủ ngắn hạn ở Anh, do nguy cơ ảnh hưởng xấu nghiêm trọng như dung nạp, lệ thuộc và cai nghiện, cũng như ảnh hưởng xấu đến tâm trạng và nhận thức. Các thuốc benzodiazepin có thể trở nên kém hiệu quả hơn theo thời gian và bệnh nhân có thể phát triển các tác dụng phụ về thể chất và tâm lý ngày càng tăng, ví dụ như chứng sợ nông, khiếu nại đường tiêu hóa và các bất thường thần kinh ngoại biên như cảm giác nóng rát và ngứa ran.
Loprazolam có nguy cơ phụ thuộc và rút tiền thấp nếu sử dụng dưới 4 tuần hoặc thỉnh thoảng. Tuy nhiên, một nghiên cứu đối chứng giả dược so sánh 3 tuần điều trị chứng mất ngủ với loprazolam hoặc triazolam cho thấy sự lo lắng hồi phục và mất ngủ xảy ra 3 ngày sau khi ngừng điều trị loprazolam, trong khi với triazolam thì lo lắng hồi phục và mất ngủ vào ngày hôm sau. Sự khác biệt giữa hai loại có thể là do thời gian bán hủy thải trừ khác nhau của hai loại thuốc. Những kết quả này sẽ gợi ý rằng loprazolam và có thể cả các loại thuốc benzodiazepin khác nên được kê đơn trong 1 Tuần2 thay vì 2 Tuần4 để giảm nguy cơ lệ thuộc vật lý, rút thuốc và hiện tượng hồi phục.
Triệu chứng cai nghiện

Giảm liều chậm trong một khoảng thời gian vài tháng với tốc độ mà cá nhân có thể chịu đựng được sẽ giảm thiểu đáng kể mức độ nghiêm trọng của các triệu chứng cai. Các cá nhân phụ thuộc vào benzodiazepine thường xuyên dùng một liều diazepam tương đương để giảm dần, vì diazepam có thời gian bán hủy dài hơn và giảm liều nhỏ có thể dễ dàng đạt được hơn.
- lo lắng và hoảng loạn
- đổ mồ hôi
- ác mộng s
- mất ngủ
- đau đầu
- run
- buồn nôn và ói mửa
- cảm giác của không thực tế
- cảm giác bất thường của chuyển động
- mẫn cảm với kích thích
- giảm thông khí
- đỏ bừng mặt
- đổ mồ hôi
- đánh trống ngực
- biến dạng kích thước của phòng và hình ảnh truyền hình
- hoang tưởng suy nghĩ và cảm giác bức hại
- cá nhân hóa
- sợ phát điên
- nâng cao nhận thức về hương vị, mùi, âm thanh và ánh sáng; photophobia
- agoraphobia
- trầm cảm lâm sàng
- kém bộ nhớ và nồng độ
- Hiếu chiến
- dễ bị kích thích
- Somatic Triệu chứng
- tê
- thay đổi cảm giác của da
- đau đớn
- độ cứng
- yếu ở cổ, đầu, hàm và tay chân
- cơ mê hoặc, từ co giật đến giật, ảnh hưởng đến chân hoặc vai
- mất điều hòa
- dị cảm
- triệu chứng giống cúm
- mờ đôi
- rong kinh
- mất hoặc tăng đáng kể trong thèm ăn
- khát với đa niệu
- tiểu không tự chủ
- chứng khó nuốt
- [[đau bụng
- bệnh tiêu chảy
- táo bón

 Các biến chứng chính có thể xảy ra sau khi rút thuốc đột ngột hoặc nhanh chóng, đặc biệt là từ liều cao, tạo ra các triệu chứng như:
- rối loạn tâm thần
- sự nhầm lẫn
- ảo giác thị giác và thính giác
- ảo tưởng
- động kinh cơn giật (có thể gây tử vong)
- ý nghĩ hoặc hành động tự tử
- hành vi tìm kiếm thuốc bất thường, thường xuyên, nghiêm trọng

Người ta đã ước tính rằng từ 30% đến 50% người dùng lâu dài các loại thuốc benzodiazepine sẽ gặp phải các triệu chứng cai. Tuy nhiên, có tới 90% bệnh nhân rút từ các loại thuốc benzodiazepin đã trải qua các triệu chứng cai thuốc trong một nghiên cứu, nhưng tốc độ giảm dần rất nhanh ở mức 25% liều mỗi tuần. Các triệu chứng cai thuốc có xu hướng kéo dài từ 3 tuần đến 3 tháng, mặc dù 10 người15% có thể gặp phải hội chứng cai thuốc kéo dài với các triệu chứng kéo dài và giảm dần trong một vài tháng và đôi khi vài năm.

## Chống chỉ định và đặc biệt thận trọng
Benzodiazepines đòi hỏi biện pháp phòng ngừa đặc biệt nếu được sử dụng ở người già, trong khi mang thai, ở trẻ em, rượu, cá nhân ma túy phụ thuộc và các cá nhân có rối loạn tâm thần kèm theo. Loprazolam, tương tự như các thuốc điều trị thôi miên benzodiazepin và nonbenzodiazepine khác gây suy giảm cân bằng cơ thể và đứng vững ở những người thức dậy vào ban đêm hoặc sáng hôm sau. Ngã và gãy xương hông thường được báo cáo. Sự kết hợp với rượu làm tăng những suy yếu này. Một phần, nhưng dung sai không đầy đủ phát triển đến những suy yếu này.

## Cơ chế hoạt động
Loprazolam là một loại thuốc benzodiazepine, hoạt động thông qua điều chế tích cực phức hợp thụ thể GABAA thông qua liên kết với thụ thể benzodiazepine nằm trên tiểu đơn vị alpha có chứa thụ thể GABAA. Hành động này giúp tăng cường hiệu quả của chất dẫn truyền thần kinh GABA trên phức hợp thụ thể GABAA bằng cách tăng tần số mở của kênh ion chloride. Hành động này cho phép nhiều ion chloride đi vào tế bào thần kinh, từ đó tạo ra các hiệu ứng như; thư giãn cơ, giải lo âu, thôi miên, mất trí nhớ và chống co giật. Những tính chất này có thể được sử dụng cho lợi ích điều trị trong thực hành lâm sàng. Những tính chất này đôi khi cũng được sử dụng cho mục đích giải trí dưới hình thức lạm dụng thuốc của các loại thuốc benzodiazepin trong đó sử dụng liều cao để đạt được nhiễm độc và an thần.

## Dược động học
Sau khi uống loprazolam lúc bụng đói, phải mất 2 giờ để nồng độ trong huyết thanh đạt đỉnh, lâu hơn đáng kể so với các thuốc thôi miên benzodiazepine khác. Sự chậm trễ này đặt ra câu hỏi về lợi ích của loprazolam trong điều trị chứng mất ngủ khi so sánh với các thuốc ngủ khác (đặc biệt khi khiếu nại chính là khó ngủ thay vì khó duy trì giấc ngủ suốt đêm), mặc dù một số nghiên cứu cho thấy loprazolam có thể gây ngủ Nửa giờ, cho thấy sự xâm nhập nhanh chóng vào não. Do đó, độ trễ cao nhất của loprazolam trong huyết tương có thể không liên quan đến hiệu quả của loprazolam như một thôi miên. Nếu uống sau bữa ăn, có thể mất nhiều thời gian hơn nữa để nồng độ loprazolam trong huyết tương đạt mức cao nhất và mức đỉnh có thể thấp hơn bình thường. Loprazolam làm thay đổi đáng kể hoạt động điện trong não khi được đo bằng điện não đồ, với những thay đổi này trở nên rõ rệt hơn khi tăng liều. Khoảng một nửa của mỗi liều được chuyển hóa ở người để tạo ra một chất chuyển hóa hoạt động có hiệu lực tương tự loprazolam, nửa còn lại được bài tiết dưới dạng không đổi. Thời gian bán hủy của chất chuyển hóa hoạt động tương đương với hợp chất cha mẹ loprazolam.